# Alexandresaurus camacan
Alexandresaurus camacan is een hagedis uit de familie Gymnophthalmidae.

## Naamgeving
Het is de enige soort uit het monotypische geslacht Alexandresaurus. De wetenschappelijke geslachtsnaam Alexandresaurus is een eerbetoon aan de Braziliaanse natuuronderzoeker Alexandre Rodrigues Ferreira (1756 – 1815). Alexandresaurus camacan werd voor het eerst wetenschappelijk beschreven door Miguel Trefaut Rodrigues, Katia Cristina Machado Pellegrino, Marianna Dixo, Vanessa Kruth Verdade, Dante Pavan, Antônio Jorge Suzart Argôlo Jack Walter Sites Jr. in 2007.

## Verspreidingsgebied
De soort komt voor in Zuid-Amerika en leeft endemisch in Brazilië. De hagedis komt alleen voor in de staat Bahia.

## Uiterlijke kenmerken
De hagedis bereikt een lichaamslengte van ongeveer 7 centimeter, de staart is ongeveer twee keer zo lang. De poten hebben vijf vingers en tenen, de binnenste tenen hebben geen nagels zoals de andere vier tenen. Occipitaalschubben op de kop ontbreken. Mannetjes hebben preanale poriën die erg groot zijn en bij vrouwtjes ontbreken.